# Baurecht (Zeitschrift)
Baurecht – Zeitschrift für das gesamte öffentliche und private Baurecht (eigene Schreibweise: baurecht, abgekürzt: BauR) ist eine deutsche juristische Fachzeitschrift zum öffentlichen und privaten Baurecht. Die Zeitschrift erscheint seit 1970.
Die Zeitschrift erscheint monatlich bei Wolters Kluwer unter der Marke Werner-Verlag. Herausgeber sind Rolf Kniffka, Birgit Franz, Karl-Heinz Keldungs. Stefan Leupertz, Rüdiger Pamp, Björn Retzlaff, Jens Saurenhaus und Burkhard Siebert. In den Heften werden die Aufsätze zu aktuellen baurechtlichen Themen und die höchstrichterliche Rechtsprechung des Bundesgerichtshofes und des Bundesverwaltungsgerichtes sowie die Rechtsprechung der Oberlandesgerichte und Oberverwaltungsgerichte dargestellt. Soweit es zur Darstellung von neueren Rechtsentwicklungen notwendig erscheint, werden auch Entscheidungen unterer Instanzen abgedruckt. Die Herausgeber arbeiten eng mit der Deutschen Gesellschaft für Baurecht und der ARGE Baurecht im Deutschen Anwaltverein zusammen.
Die Zeitschrift erscheint mit einer gedruckten Auflage von 4000 Exemplaren.